# 茲多羅韋齊
50°54′25″N 27°53′10″E / 50.90694°N 27.88611°E
茲多羅韋齊（烏克蘭語：Здоровець），是烏克蘭北部的村莊，隸屬日托米爾州的茲維亞赫爾區。該村面積0.7平方公里，海拔高度198米，2001年人口141，人口密度每平方公里202.3人。